# العظة على الجبل

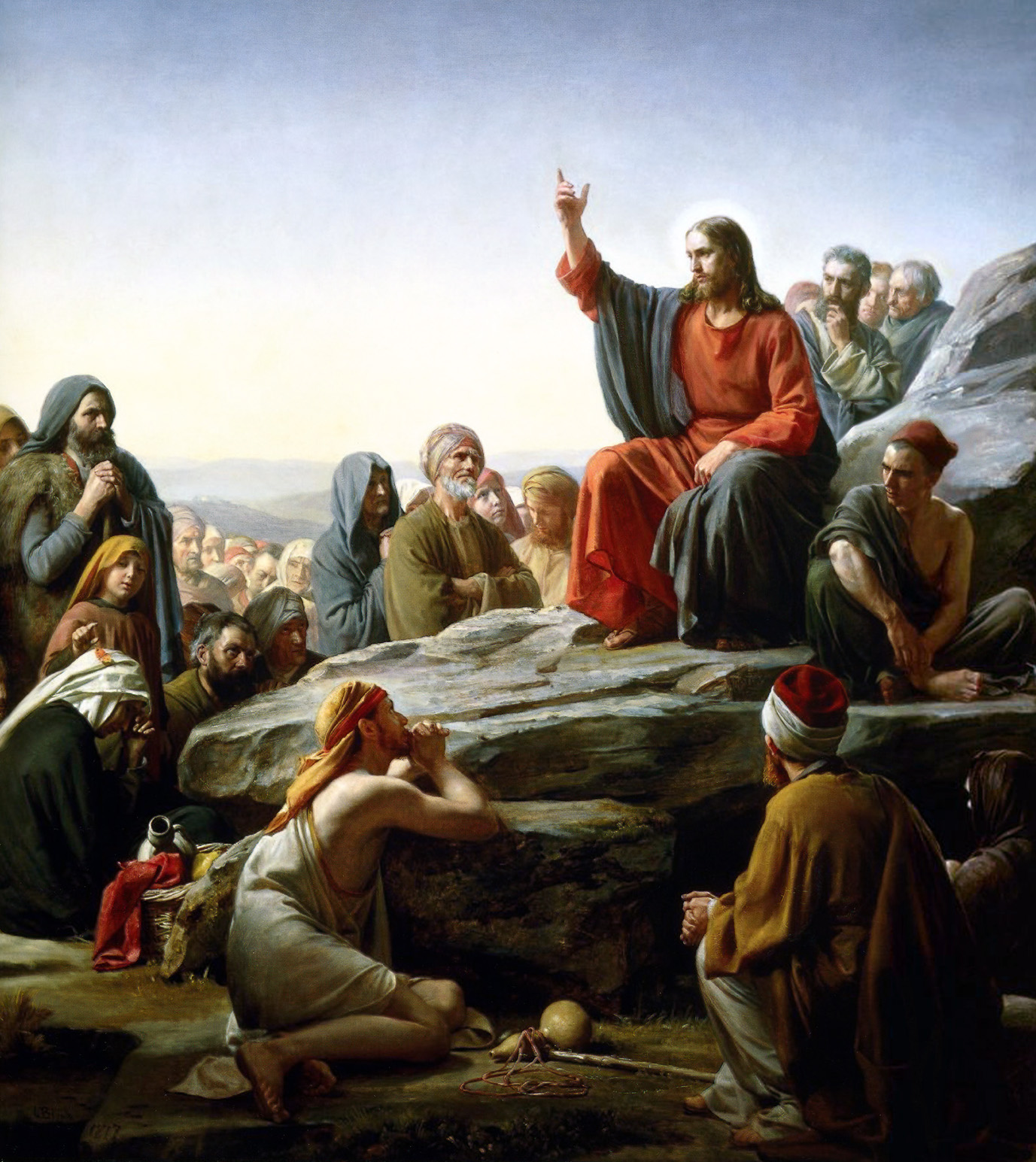
لوحة "الموعظة على الجبل" بريشة كارل بلوخ - القرن التاسع عشر.

العظة على الجبل أو عظة الجبل أو الموعظة على الجبل، وتعرف أيضًا باسم شريعة العهد الجديد، وهي مجموعة من الأقوال المنسوبة إلى يسوع والموجودة في إنجيل متى (الإصحاحات 5 و 6 و 7) التي تؤكد على تعاليمه الأخلاقية. وهي أول خطاب من خمسة خطابات في الإنجيل وكان أحد أكثر أقسام الأناجيل المقتبسة على نطاق واسع.
طرح المسيح في هذه العظة إحدى وعشرين قضية تنظيمية تشكل لب الإنجيل والعهد الجديد، موضحًا نقاطًا في شريعة موسى، وملقيًا عددًا من الإرشادات التي يلتزم بها المسيحيون. تدعى العظة (عظة الجبل) لأن المسيح ألقاها من على جبل، لعله أحد جبال الجليل بالقرب من كفر ناحوم. الشرّاح والمفسرون يرون في عظة الجبل لبًا لمواعظ المسيح جميعها، وقد يكون أعاد جزءًا منها في مواضع أخرى من بشارته خارج كفر ناحوم، ولعلها استغرقت عدة أيام، وهي تشكل ثلاث فصول كاملة من إنجيل متى، وأهمّ ما فيها التطويبات والصلاة الربيّة.
وقد تبنّى العديد من المفكرين الدينيين والأخلاقيين الأفكار التي تضمنتها هذه العظة، مثل تولستوي وغاندي. مع أن محتويات العظة في الغالب أقوال للسيد المسيح.

## العظة حسب العهد الجديد
عظة الجبل مبثوثة في ثلاث فصول متتابعة من إنجيل متى، ومواضيعها الأساسية ذكرت في إنجيل لوقا على وجه الخصوص. تفتح العظة التطويبات، وهي «دستور أخلاقي، ومعيار السلوك لكل المؤمنين بالمسيح»، ويلي التطويبات تفسير لسبب الالتزام بها في 5: 13-16، ومع ختام نصوص التطويبات وملحقها يأتي تثبيت الشريعة أي توراة موسى وتعاليم الأنبياء السابقين، وعدم نقضها أو إلغائها، والحضّ على الالتزام بها، لاسيّما الوصايا العشر، الذي انتقل المسيح لتفسير بعضًا منها في القسم الثاني من الفصل الخامس، فبدأ بتفسير الوصية الخامسة لا تقتل في 5: 21-26، ثم لا تزن في 5: 27-32، ثم لا تحلف باسم الربّ بالباطل 5: 33-37؛ وختم الفصل الخامس بمناقشة القاعدة التشريعية الشهيرة في الشرق القديم والتي ذكرت في توراة موسى أيضًا «العين بالعين، والسن بالسن» في 5: 38-46 وبررها بأنّ لا تقاوموا الشر بمثله.
في الحلقة الثانية من عظة الجبل، ناقش المسيح قضايا تعبديّة، فبدأ بالصدقة ثم الصلاة معلمًا الصلاة الربية، وهي الصلاة الوحيدة المأثورة عن المسيح، وختم الجانب التعبدي بالصوم، لينهي الجزء الأول من الحلقة الثانية المتعلقة بالعبادات بتشبيهها بالكنوز السماوية وناصحًا بعدم إيثار كنوز الأرض والتي يفسدها السوس والصدأ وينقب اللصوص ويسرقون بكنوز السماء. وفي الجزء الثاني يعود المسيح لمناقشة الوصايا، لا تشته أي الوصيتين التاسعة والعاشرة، والأولى أي لا يكن لك إله غيري، فيوضح المسيح أن الأوثان قد تكون أمورًا لا مادية كالمال، ويناقش موضوع العناية الإلهية والتدبير الإلهي للكون والمخلوقات، خاتمًا بذلك الحلقة الثانية.

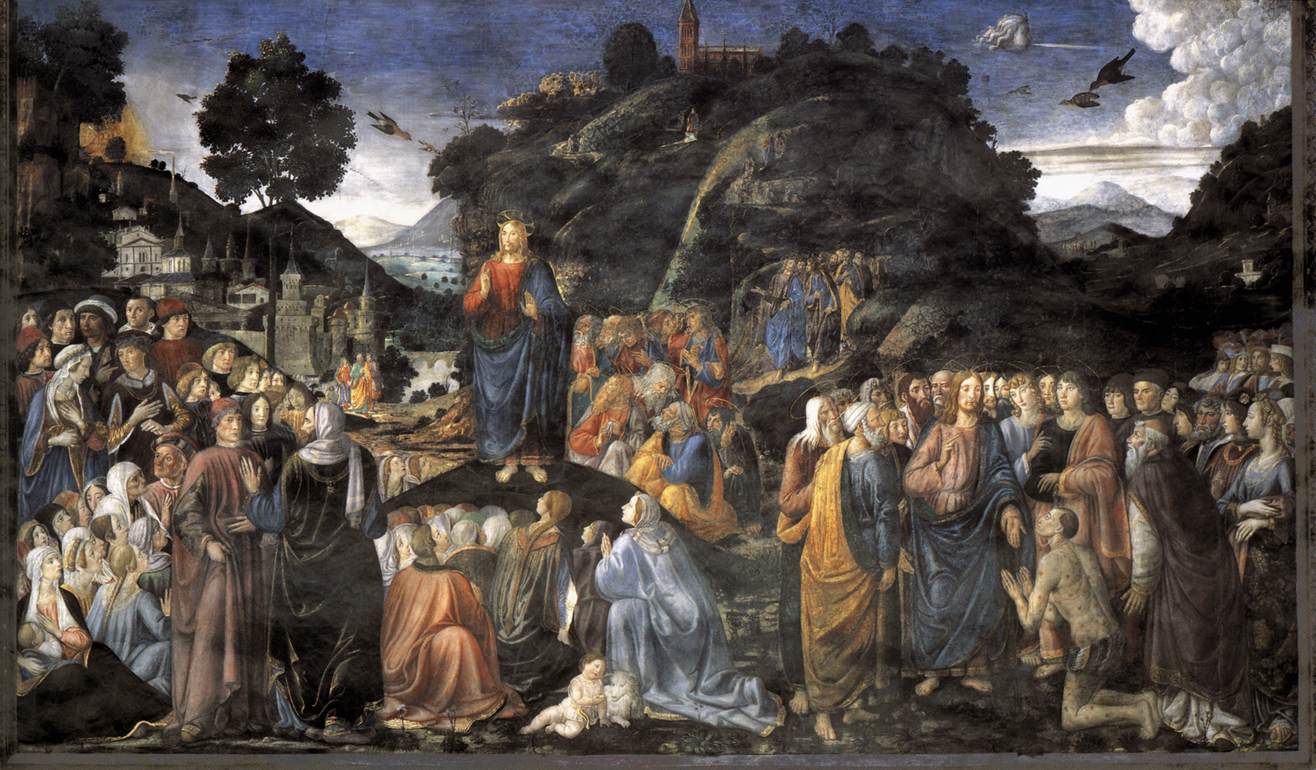
موعظة الجبل. فريسكو بريشة الفنان كوزيمو روسيلي في كنيسة سيستين في الفاتيكان ، نحو عام 1481/82 بعد الميلاد

الحلقة الثالثة والأخيرة من عظة الجبل، وهي أقصرها، تحوي سبعة نصائح: أولها، «لا تدينوا لئلا تدانوا، فبالكيل الذي به تكيلون يكال لكم»،مت 2:7] والثانية: «لا تعطوا ما هو مقدس للكلاب، ولا تطرحوا درركم أمام الخنازير» في إشارة لمن هم غير أهل لها، فالكلاب والخنازير تعتبر حيوانات نجسة توراتيًا. والثالثة «إسألوا تعطوا، اطلبوا تجدوا، إقرعوا يفتح لكم»، في إشارة للعلاقة الشخصية بين كل إنسان والله؛ أما الرابعة فهي «ادخلوا من الباب الضيّق، فإنّ الباب المؤدي إلى الهلاك واسع وطريقه رحب»، والخامسة «احذروا الأنبياء الدجالين الذين يأتون إليكم لابسين ثياب الحملان»، والسادسة: «ليس كل من يقول يا رب يا رب، يدخل ملكوت السموات، بل من يعمل بإرادة أبي الذي في السموات»، أما السابعة، وهي خاتمة عظة الجبل، وأول أمثال الإنجيل، فهي مَثل البيت المؤسس على الصخر، فشبه كلامه ومن يعمل به بالبيت المؤسس على الصخر.